# Janou Saint-Denis
Janou Saint-Denis, mariée en premières noces avec Jean Saint-Denis et en deuxièmes noces avec Albert Willi Augereau. Elle est née  à Montréal, le 6 mai 1930 - morte le 11 mai 2000. Elle est une poète, essayiste, comédienne et metteure en scène québécoise et canadienne. Sur son baptistère il est écrit « Née de parents inconnus », ainsi que adoptée par Éthelbert Hébert et Victoire Demers qui l’ont prénommée Jeannine (Prénom complet de baptême par ses parents adoptifs : Marie, Jeannine, Renée).
Janou Saint-Denis a fondé, organisé et animé pendant 26 ans Place aux poètes, des évènements artistiques (plus de 900 spectacles) à Montréal, Trois-Rivières et un partout au Canada où on pouvait assister à des lectures de poésie.
Elle a vécu 10 ans en France (1961 à 1971) où elle était partie pour étudier et faire carrière comme comédienne. Son chemin a bifurqué et elle a commencé à écrire, puis elle y a aussi animé des soirées de poésie.
C’est à Montréal qu’elle a organisé des spectacles de poésie durant les années 1950, alors qu’elle travaillait comme comédienne et metteure en scène à la suite du décès de son premier mari, Jean Saint-Denis. Elle éduquait seule son fils Christian Saint-Denis (voir Christian Saint-Denis, comédien, coach d’acteurs et metteur en scène). Elle eut ultimement de l’aide de certaines personnes de son entourage, dont le scénographe Germain Perron, puis elle partit pour la France avec son fils. 
Lors de son séjour à Paris en France mis au monde sa fille, Myriam Anouk Augereau à Paris, enfant qu’elle eut avec son second époux Albert Willi Augereau, un européen né à Sankt Ingbert en Allemagne d’une mère Allemande et d’un père Français (voir Myriam Anouk Augereau, artiste visuelles et audio-visuelle).
Elle a publié 10 livres dont un préparé par elle-même avant son décès. Il fut édité de façon posthume et à compte d’auteur par sa fille.
Liste des livres :
1- Maux à dire, Mots à dire (1972, à compte auteur par Janou Saint-Denis, Éditions du Soudain)
2- Place aux poètes (1977, à compte d’auteur par Janou Saint-Denis, Éditions du Soudain)
3- Claude Gauvreau, le Cygne (1979, les PUQ - Publications de l’Université du Québec)
4- Les Carnets de l’audace (1981, Éditions de la pleine Lune) (3 carnets)
5- Galgal ou la Roue du feu secret (1985, Édition Leméac)
6- Hold-Up mental (1988, Éditions Leméac)
7- Mémoire Innée (1991, Éditions des Forges)
8- Rêves éveillés (2000, édition à compte d’auteur par sa fille, Éditions Novar)
Le fonds d'archives de Janou Saint-Denis est conservé au centre d'archives de Montréal de Bibliothèque et Archives nationales du Québec.
En 1992, elle est nommée membre d'honneur de l'Union des écrivaines et écrivains québécois (UNEQ).